# 虎耳鳞毛蕨
虎耳鳞毛蕨（学名：Dryopteris saxifraga）为鳞毛蕨科鳞毛蕨属下的一个种。